# Goum
Pour les articles homonymes, voir Goum (homonymie).

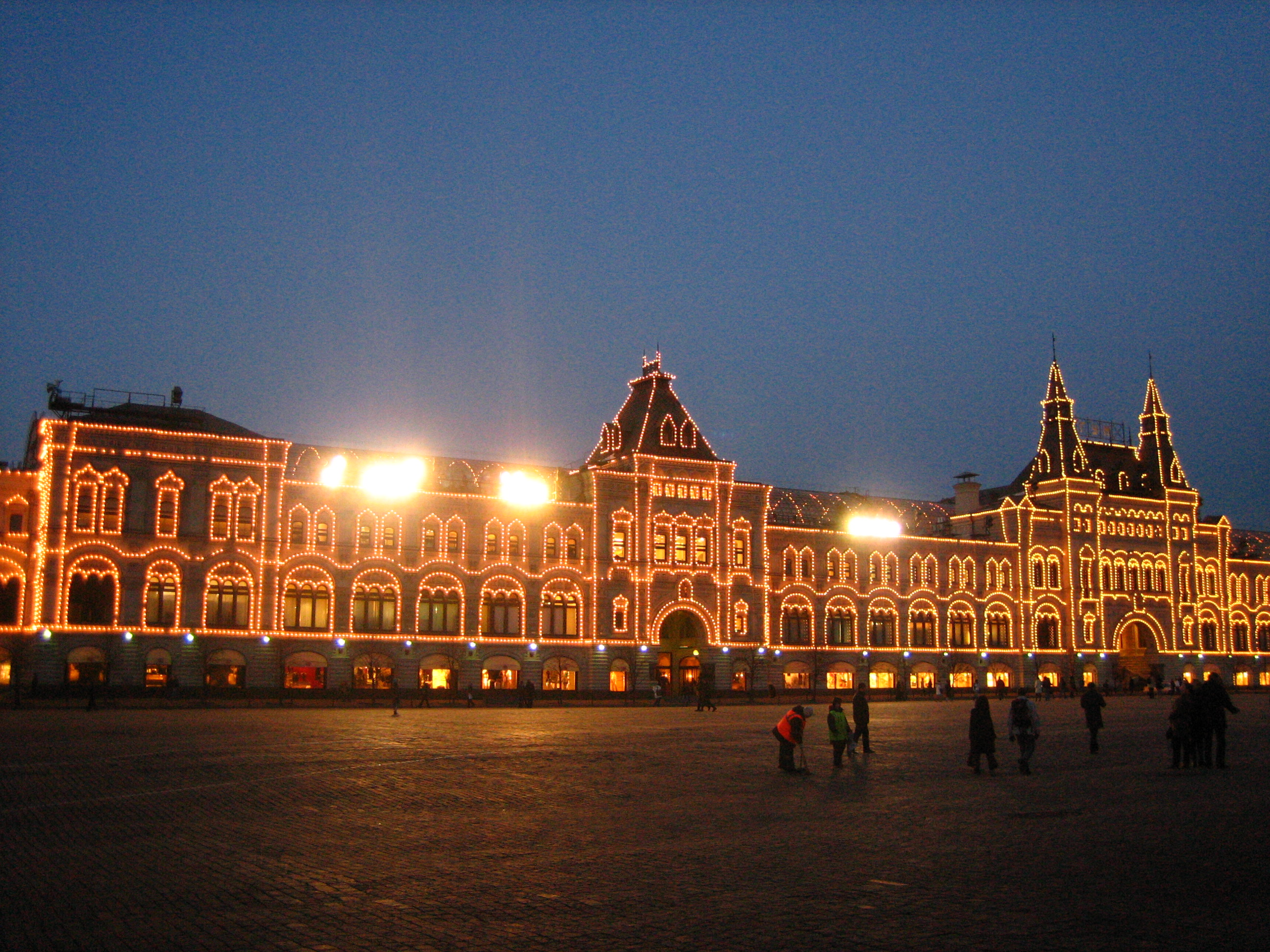
Vue nocturne du grand magasin Goum à Moscou.

Le Goum, acronyme de Glavny ouniversalny magazin (en russe : Главный универсальный магазин, ГУМ), c’est-à-dire « Magasin principal universel », est un grand centre commercial huppé situé sur la place Rouge à Moscou.

## Histoire

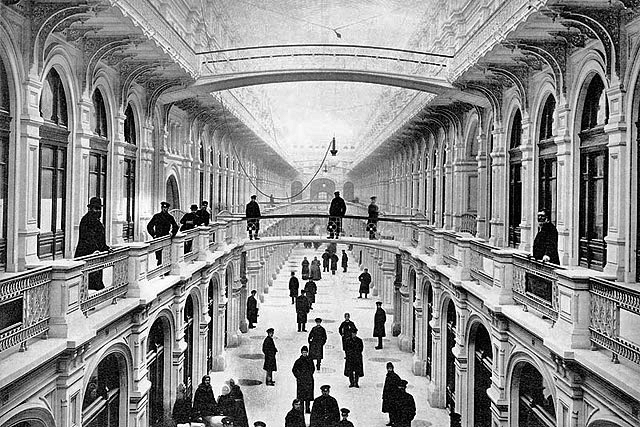
L'intérieur du Goum à son ouverture, en 1893.

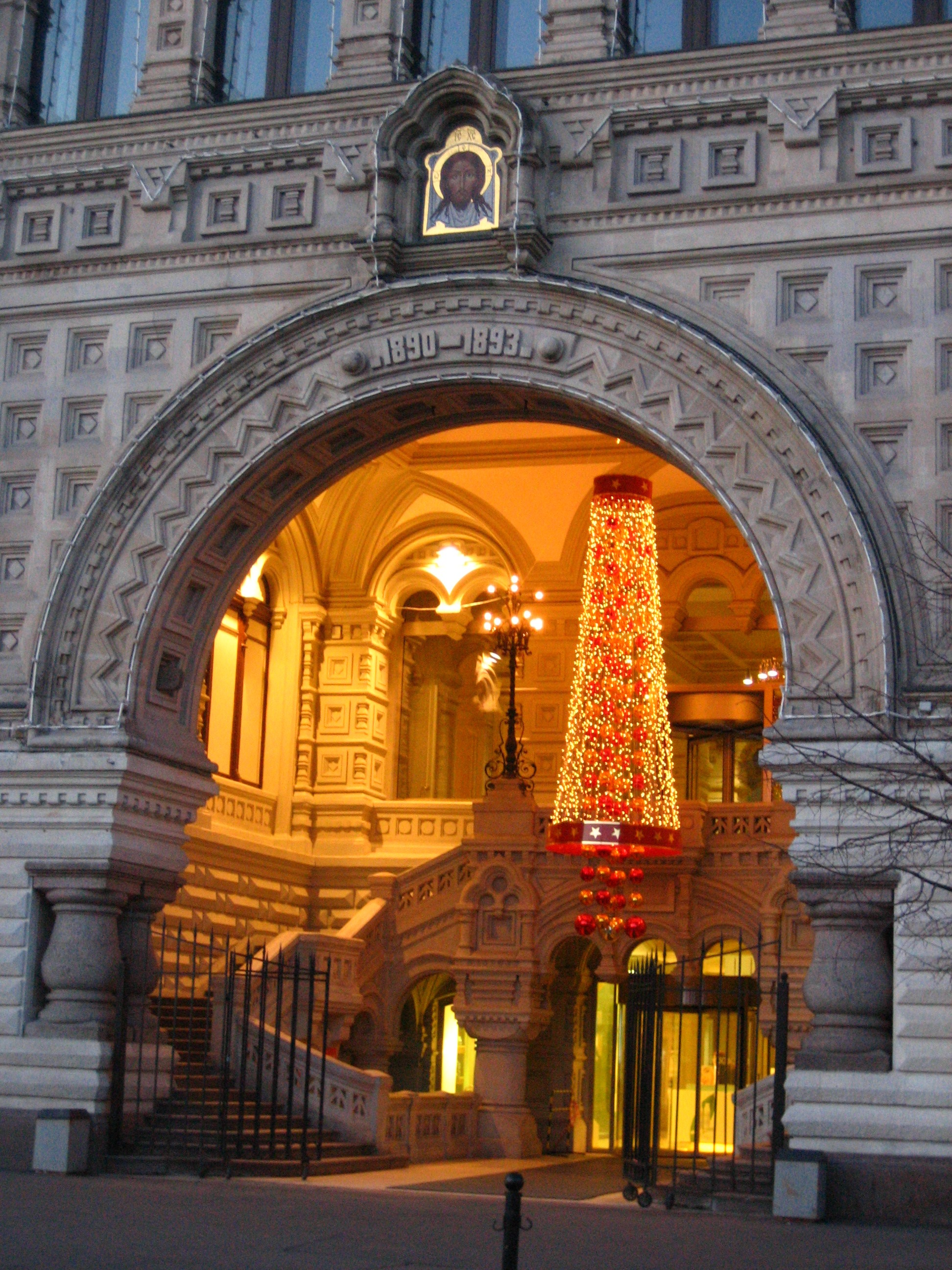
Entrée de Goum depuis la place Rouge.

Dès le XVIIe siècle, de nombreuses boutiques se tenaient dans la partie « haute » de la place Rouge. En 1886, les commerçants, organisés en « Société des galeries supérieures de la place Rouge à Moscou » décident de lancer un concours d'architecture pour créer un bâtiment durable.
En 1889, le projet des architectes Alexandre Pomerantsev (en) et Vladimir Choukhov est retenu. Ce bâtiment de plan trapézoïdal, est construit entre 1890 et 1893 en marbre, grès et granite, le tout recouvert d'une immense verrière semi-cylindrique, dont le diamètre est de 14 mètres. Celle-ci semble légère, mais c'est une construction ferme faite de plus de 50 000 cosses de métal (d'une poids d'environ 819 tonnes). L'illumination est fournie par les énormes lucarnes arquées de fer et de verre, pesant à l'unité 820 tonnes pour certaines et contenant plus de 20 000 carreaux.
L’ouverture officielle a lieu le 2 décembre 1893 en présence des membres de la famille du tsar Alexandre III. À cette époque, Moscou n'est pas la capitale de l'Empire russe ; c'est Saint-Pétersbourg qui l'est, depuis la création de cette ville par Pierre le Grand, en 1703 ; Moscou devient la capitale du nouveau régime bolchevik, en janvier 1918. Le Goum était à l'époque le plus grand centre commercial au monde, et il le restera longtemps.
Après la révolution d'octobre 1917, le magasin est nationalisé par le nouveau gouvernement et servira en premier lieu, lors de la période dite du « communisme de guerre » de gigantesque remise de matières premières réquisitionnées sans aucune indemnisation, puis par la suite de bureaux aux commissions du plan quinquennal et partiellement de logements au deuxième étage pour certains cadres du Parti communiste travaillant dans les services du plan. Il retrouvera après 1922 partiellement son rôle de magasin, notamment dans le cadre de la nouvelle politique économique (NEP) décidée par Lénine, permettant la poursuite du capitalisme, dans certaines fonctions et circonstances.
En 1930, Staline décide de fermer le Goum.
Il fut aussi le lieu où fut exposé le corps de la femme de Staline, qui s'est suicidée en 1932.
En 1935 puis en 1947, Staline décide de détruire ce magasin qu'il détestait mais l'ordre de destruction ne fut jamais exécuté et ce pour des raisons inconnues.
Après le 5 mars 1953, date du décès de Staline, les dirigeants soviétiques décident alors de mener de grands travaux de rénovation qui durent plus de neuf mois et qui permettent de rouvrir ce magasin et de voir à nouveau la célèbre fontaine en fonctionnement, le nouveau Goum possédant également des ateliers de confection de produits destinés aux privilégiés de l'Union soviétique (ateliers de couture, de chaussures, de fourrures et cuirs) et où se trouve également un cinéma qui se trouve lié à l'histoire du cinéma russe, depuis sa création au début du XXe siècle. La réouverture du magasin se déroula le 24 décembre 1953. À titre anecdotique, la fille de Leonid Brejnev se fit réaliser un manteau de fourrure pour elle, dans l'atelier de fourrures du Goum.
À compter de 1960, se mettent en place au Goum, dans la grande salle d'exposition, les premiers défilés de mode russe, organisés par un Comité de la mode soviétique, avec des mannequins russes.
C'est au sein du Goum en 1969 que la première carte de crédit, acceptée en Union soviétique, est utilisée ; il s'agit de la carte émise par la société américaine Diner's Club International.
Un des idéologues du comité central du Parti communiste de l'Union soviétique, Mikhail Souslov, voulut le faire fermer sous l'ère Brejnev, dans les années 1970-1975.
Au cours des années 1990 et 1991, le Goum ne présente quasiment plus de produits, en raison de la désorganisation quasi totale de l'économie soviétique.
Privatisés après la fin de l'Union soviétique le 26 décembre 1991, les quelque 2,5 km de galeries marchandes du Goum qui sont réparties sur 3 niveaux  comptent aujourd'hui 140 boutiques appartenant à des grandes marques étrangères spécialisées principalement dans le luxe ou le vêtement de sports. Le personnel des différentes boutiques a suivi des cours d'anglais, payés par leurs employeurs, afin de pouvoir être une galerie marchande de niveau international.
Depuis l'hiver 2006, est mise en place devant le Goum, pendant les mois d'hiver, une grande patinoire, dont le coût incombe à une grande société russe. À compter du printemps, un grand marché aux fleurs existe pendant environ trois mois, à la place de la patinoire.
Il existe un magasin similaire à Moscou rivalisant depuis longtemps avec le Goum par sa taille et son architecture, le Tsoum pour Tsentralny Ouniversalny Magazin, « Magasin central universel », près du théâtre Bolchoï.
Le vendredi 4 mars 2022, à la suite de l'invasion de l'Ukraine par la Russie le 24 février 2022, les marques du luxe Bulgari, LVMH, Kering, Hermès et Chanel annoncent  la fermeture « temporaire » de leurs magasins en Russie, dont les boutiques du Goum à Moscou,.

## Documentaire
- 2020 : Les grands magasins, ces temples du rêve : le Goum de Moscou réalisé par Wolfram Inga[4].